# Jezerca, Ferizai
Jezerca (albanska: Jezerc/a, serbiska: Jezerce) är en by i Kosovo. Den ligger i kommunen Ferizaj. Enligt den senaste folkräkningen år 2011 fanns det 454 invånare.

## Demografi
| Demografi | 2011 |
| --------- | ---- |
| albaner   | 454  |